# Áreas funcionales de la empresa
Las áreas funcionales de la empresa son las diversas actividades más importantes de la empresa, ya que por ellas se plantean como hacer la vida y tratan de alcanzar los objetivos y metas. Generalmente una empresa está formada mínimo por 5 áreas funcionales básicas  (dirección, administración, ventas, producción y contabilidad), pero puede estar formada por muchas más (investigación, recursos humanos, estrategia, etc).
El número de áreas funcionales en las pequeñas empresas simplifican y se integran unas dentro de las otras, esto ayuda a tener un mejor desempeño dentro de la empresa
- Área de dirección: área imprescindible, considerada la cabeza de la empresa. Lleva el timón de la empresa, establece los objetivos y la dirige hacia ellos. Está relacionada con el resto de áreas funcionales, ya que es quien controla todas las áreas de trabajo que se encuentran en la empresa.

- Área de administración: relacionada con el funcionamiento de la empresa. Es la operación de negocio en sentido general, desde contrataciones, pagos a personal. Por lo general es el emprendedor o empresario quien se encarga de esta área funcional. Está relacionada con otras áreas como recursos humanos.

- Área de ventas: orientada al exterior. En esta área se plantean las estrategias que la empresa seguirá en el área del marketing, los mercados donde la empresa opera, los segmentos de mercado, el ciclo de vida de los productos, diseño de nuevos productos para la ganancia de dinero.

- Área de producción: área donde se llevan a cabo la producción de los bienes que la empresa comercializará después a los centros, mercados, tiendas de venta.

- Área de contabilidad y finanzas: reglamentario para todas las empresas, ya que es obligatorio que lleven un registro contable. Tendrá en cuenta todos los movimientos de dinero, tanto dentro como fuera de la empresa, que también en algunas veces pueden estar almacenadas en bancos o en una caja fuerte.

- Datos: Q8203863